# Erdőtarcsa, Nógrád
Erdőtarcsa  este un sat în districtul Pásztó, județul Nógrád, Ungaria, având o populație de 531 de locuitori (2011). 

## Demografie
Componența etnică a satului Erdőtarcsa
     Maghiari (88,1%)
     Romi (10,07%)
     Slovaci (1,28%)
     Necunoscut (0,55%)
     Alții (0,55%)
Componența confesională a satului Erdőtarcsa
     Fără religie (3,77%)
     Luterani (2,82%)
     Reformați (2,07%)
     Necunoscută (90,58%)
     Atei (0,75%)
Conform recensământului din 2011, satul Erdőtarcsa avea 531 de locuitori. Din punct de vedere etnic, majoritatea locuitorilor (88,1%) erau maghiari, existând și minorități de romi (10,07%) și slovaci (1,28%). Apartenența etnică nu este cunoscută în cazul a 0,55% din locuitori. Nu există o religie majoritară, locuitorii fiind persoane fără religie (3,77%), luterani (2,82%) și reformați (2,07%). Pentru 90,58% din locuitori nu este cunoscută apartenența confesională.